# Alice Lemoigne
Pour les articles homonymes, voir Lemoigne.
Alice Lemoigne, née le 1er octobre 1996 à Nice est une longboardeuse française vivant sur l’île de La Réunion, plusieurs fois championne de France et d'Europe. En 2019 elle est championne du monde d’ISA World Longboard à Biarritz, et vice-championne du monde au Taiwan Open World Longboard Championships, ce qui la classe à la troisième place mondiale. En 2023, elle conserve son titre de championne du monde sur le spot d’El Sunzal, au Salvador. 

## Biographie
Alice Lemoigne a grandi à Saint-Gilles les Bains, sur la côte ouest de La Réunion. Elle découvre le surf à l'âge de 6 ans sur la plage des Roches Noires grâce à son frère. Elle a 10 ans lorsqu'elle remporte sa première compétition. Elle commence à pratiquer le longboard à 12 ans et enchaîne les trophées nationaux et européens. Contrainte de quitter La Réunion en raison de la crise requin, elle s'installe à Biarritz pendant quelques années pour poursuivre sereinement sa carrière.  Après une année exceptionnelle en 2019, elle revient vivre à La Réunion où elle cumule les entraînements quotidiens avec un engagement pour l'écologie et le développement durable auprès des jeunes.

## Palmarès
- 2019 : Médaille d'argent au Taiwan Open World Longboard Championships[3]
- 2019 : Championne du monde ISA de longboard en France à Biarritz
- 2019 : Championne du monde ISA de Aloha Cup (longboard par équipe) avec l’équipe de France en France à Biarritz
- 2012, 2015, 2016, 2017, 2018, 2019 et 2020 : Championne d'Europe WSL[4]
- 2011, 2012, 2013, 2018 et 2019 : Championne de France de longboard[4]
- 2023 : Championne du monde ISA de longboard au Salvador.
- 2023, 2025 : Championne du monde ISA de longboard par équipe avec l’équipe de France au Salvador.